# Лудвиг Габленц
Карл Вилхелм Лудвиг Габленц (19. јул 1814 — 28. јануар 1874) био је аустријски генерал.
Служио је, најпре, у саксонској, а од 1833. године у аустријској војсци. Учествовао је у Другом рату за уједињење Италије, 1859. године. У бици код Солферина командовао је аустријском дивизијом. У немачко-данском рату 1864. године на челу аустријског корпуса продро је у Јиланд и победио Данце код Вајла. У пруско-аустријском рату 1866. године командовао је аустријским 10. корпусом. У бици код Траутенауа тукао је и одбацио пруске снаге преко границе. У бици код Кенигреца одбио је нападе Пруса у центру, али се затим морао прикључити општем повлачењу аустријске војске. Био је командант у Хрватској и Славонији 1867-1869. 